# Храм Николая Чудотворца (Новая Ханинеевка)
Храм Никола́я Чудотво́рца — православный храм в селе Новая Ханинеевка Ульяновской области, Барышской епархии Симбирской митрополии Русской православной церкви. С 1990 года — памятник градостроительства и архитектуры РФ.

## История
Первый деревянный храм с престолом во имя Святителя и Чудотворца Николая был построен в селе в 1803 году, но через 80 лет сгорел. 5 сентября 1885 год был заложен новый каменный храм, но в 1886 году из-за болезни попечителя строительство приостановлено. В 1890 году, на всенародные пожертвования, а также пожертвования фабриканта Н. Я. Шатрова и прокурора Священного синода К. П. Победоносцева, вновь приступили к возведению каменного храма.
В 1894 году постройка церкви в основном была закончена. 27 сентября 1898 года храм освящён во имя Святителя и Чудотворца Николая.
В 1937 году церковь закрыли.
В 1990 году были начаты работы по восстановлению храма, а в 1991 году состоялось первое богослужение.
В 1993 году закончены все ремонтные и художественные работы.
В 1990-е годы храм переименован в честь пророка Божьего Илии.
Указом Преосвященнейшего Филарета епископа Барышского и Инзенского № 65 от 11 июля 2013 года при храме организовано архиерейское подворье.
3 октября 2013 года Указом епископа Филарета № 75 Архиерейское подворье, в связи с первоначальными историческими сведениями, переименовано в Архиерейское подворье храма Николая Угодника.
В 2015 году на Страстной Седмице в канун Пасхи Христовой сюда из Москвы привезли пасхальные подарки — три колокола, отлитые в Московской мастерской Ильи Дроздихина. Один колокол посвящён Президенту России, на котором сделана надпись: «На молитвенную память о Владимире Путине Президенте России».

## Духовенство и притч
- священник Николай Александрович Румянцев (19.01.1914—01.1938 гг.)[6];
- священник Игорь Ваховский (с 1990)[7];
- Настоятель Епископ Филарет (Коньков)[8]
- Протоиерей Георгий (Юрий) Васильевич Шенгур[8]
- Старшая сестра подворья — инокиня Иоанна (Леонтьева Августа Григорьевна)[9][10]

## Престольные праздники
- Николай Чудотворец, архиепископ Мирликийский, святитель — 22 мая, 19 декабря

## Галерея

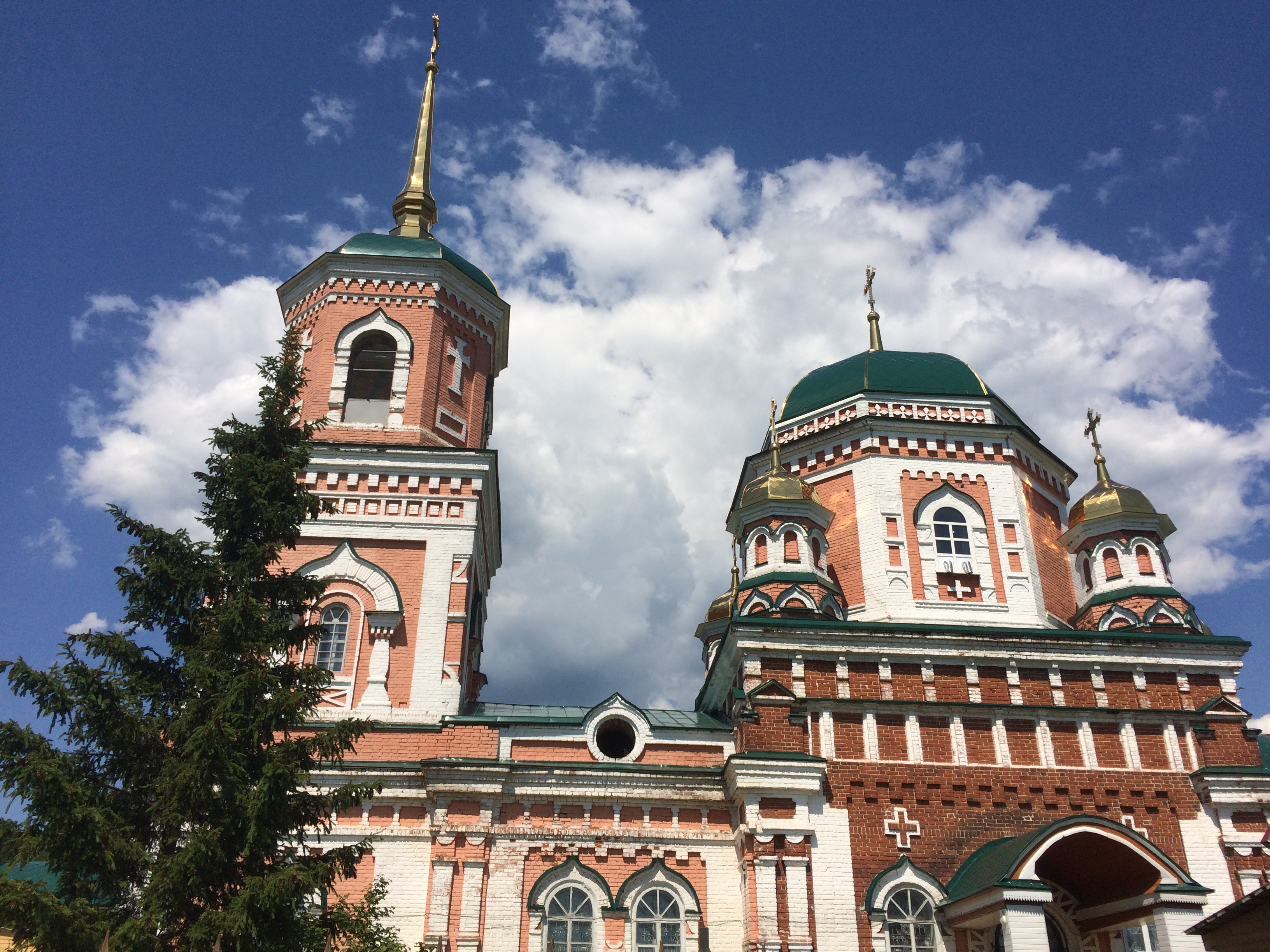
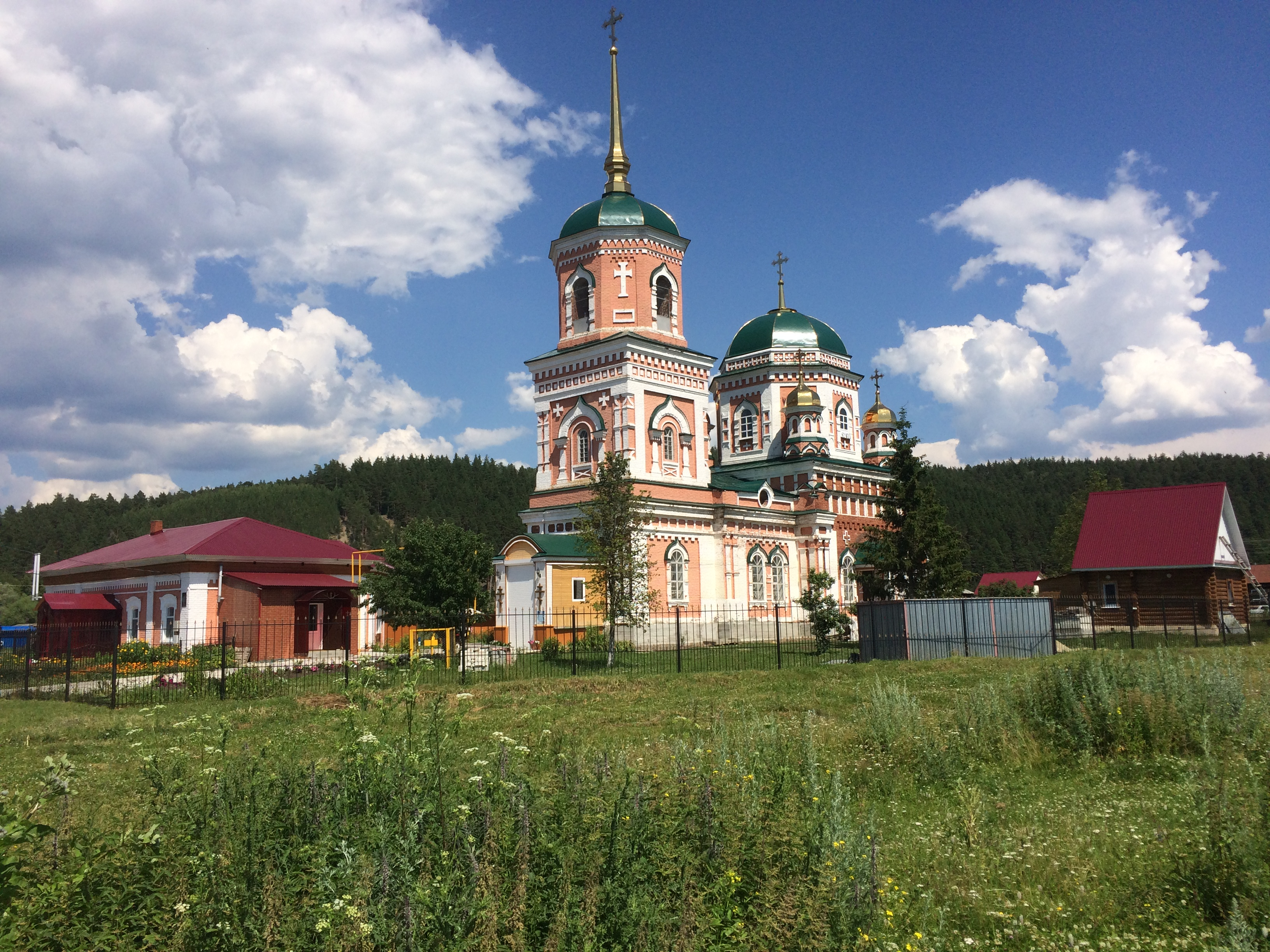
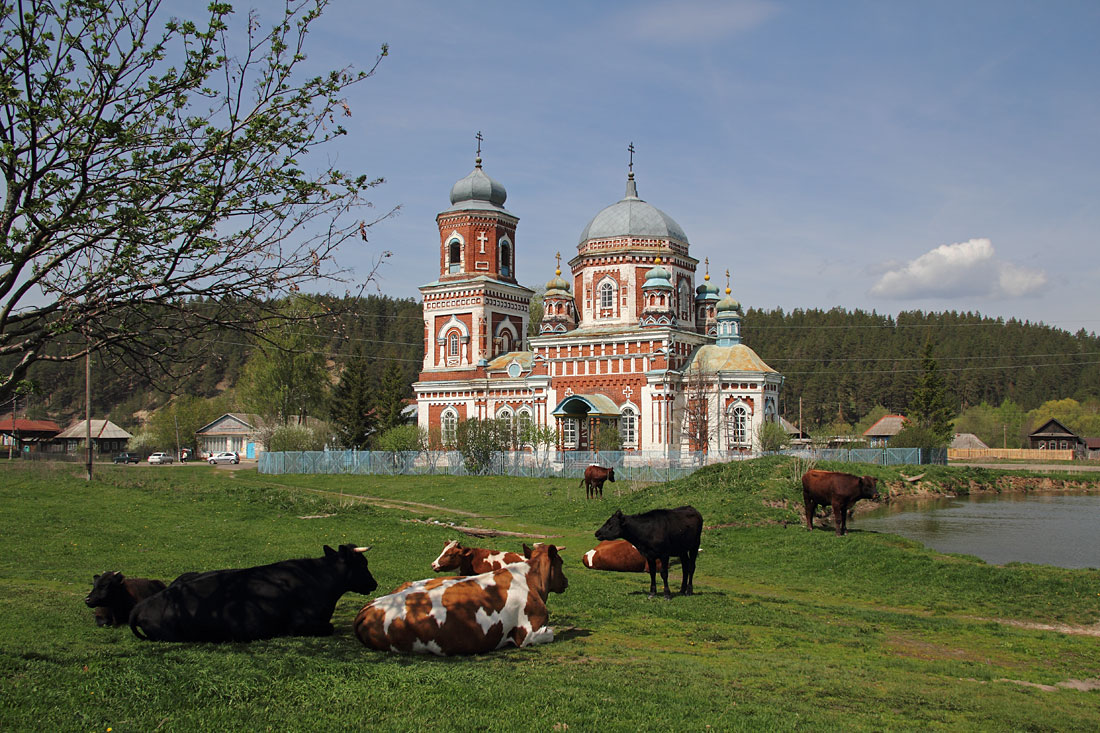